# Charles-Irénée Castel de Saint-Pierre
Charles-Irénée Castel de Saint-Pierre, né le 18 février 1658 au château de Saint-Pierre et mort le 29 avril 1743 à Paris, est un philosophe politique français.
Représentant le courant politique des Lumières favorable à des réformes impulsées par l'autorité monarchique, l’abbé de Saint-Pierre est surtout connu pour avoir imaginé la possibilité d’un monde sans guerre, utopie reprise au XVIIIe siècle par de nombreux auteurs tels que Jean-Jacques Rousseau ou Emmanuel Kant.

## Biographie
L’abbé de Saint-Pierre est issu d’une famille de la noblesse bas-normande ; son père, Charles Castel (?-1676), baron de Saint-Pierre et grand bailli de Cotentin, descendait de Lucas Acher, seigneur du Mesnil-Vitey à Airel; sa mère, Madeleine Gigault de Bellefonds dont le grand-père maternel, Bernardin Gigault de Bellefonds (1580-1639), fut gouverneur du château de Caen. La fille de ce dernier, Laurence Gigault de Bellefonds (1612-1683), tante de l’abbé, bénédictine de l'abbaye de Sainte-Trinité de Caen, fonda le monastère des religieuses bénédictines de Rouen, aidé par le père de l’auteur, qui avait construit un hôpital dans la basse-cour de son château,. La famille des Castel de Saint-Pierre appartenait à la noblesse d’épée sur quatre générations ; une de ses sœurs Françoise-Caroline Castel de Saint-Pierre fut abbesse de l'abbaye Notre-Dame de Gercy, deux des frères de l’abbé servirent la Marine royale et l’Ordre de Malte, et s’illustrèrent comme officiers de marine.
Cadet et de santé fragile, l'abbé fait des études chez les jésuites, d'abord à Rouen, où il a pour condisciple le futur historien Vertot, puis au collège du Mont à Caen. Son frère Bernardin, jésuite, y enseigna et fut recteur. Il s'y lie avec le futur mathématicien Pierre Varignon ; il est reçu dans les ordres mineurs mais probablement pas ordonné prêtre. Il s'installe à Paris avec Varignon, Vertot et un autre Normand, Fontenelle, fréquentant les gens célèbres et songeant d'abord à une carrière scientifique. Grâce à ses relations familiales, il entre dans la maison d'Orléans, en devenant premier aumônier de la duchesse d’Orléans en 1693 et abbé de Tiron en 1702.
Exprimant très tôt l’ambition de devenir « le Descartes de la politique », il visite Nicole, qu'il tient en haute estime, ainsi que  Malebranche, et fréquente le cercle de madame de La Fayette et celui de la marquise de Lambert, antichambre de l’Académie française et lieu de ralliement des Modernes. Grâce à Fontenelle, chef de file des Modernes, et à Anne-Thérèse de Lambert, il est élu en 1695 au 8e fauteuil, en remplacement de Bergeret, et n'ayant alors encore presque rien écrit. Dans la querelle des Anciens et des Modernes, Fontenelle plaçait ainsi l'un de ses partisans.
Sa vocation d'écrivain politique s'affirme progressivement ; après un Mémoire sur la réparation des chemins (1708), profitant du contexte difficile des négociations d’Utrecht (1712-1713), qui doivent mettre fin à la guerre de Succession d'Espagne, il conçoit les conditions d'une paix durable dans son Projet pour rendre la paix perpétuelle en Europe qui le rendra célèbre. Il apporte sa contribution aux débats sur le renouvellement des activités de l'Académie française (1712-1714), fait des propositions pour lutter contre le duel (1715), entame une réflexion sur la réforme de la taille qui se poursuivra sur plusieurs années.
En 1718, durant la Régence, il publie le Discours sur la Polysynodie, ouvrage dans lequel il critique ouvertement la politique du défunt Louis XIV, qu’il juge despotique — « avec plus de vérité que de prudence », selon le duc de Saint-Simon — et qui est aussi un plaidoyer pour maintenir et améliorer le gouvernement par conseils, de plus en plus décrié, instauré par le régent à la place du système ministériel, ce qui lui vaut d’être exclu de l’Académie française, exclusion votée par tous les membres de l'institution, sauf par son ami Fontenelle:17. Son fauteuil resta toutefois vide jusqu'à sa mort, le Régent ne voulant pas qu'il soit remplacé:17.
Il n’en continue pas moins d'être reçu dans les salons littéraires des Tencin, Dupin, d'Avaray, Coigny, Matignon (en), Geoffrin, d’Aiguillon,. Introduit par son disciple et ami, le marquis d'Argenson, il participe aux travaux du club de l'Entresol de l’abbé Alary fondé en 1724, et publie des mémoires sur des sujets variés pour tenter de persuader le pouvoir monarchique d'impulser des réformes en faveur du plus grand nombre. Après la cessation en 1731 des activités de l'Entresol, à la demande du ministre Fleury, Saint-Pierre rassemble et révise la plupart de ses écrits pour les publier en Hollande dans la série des Ouvrages de politique et de morale édité en seize volumes à Rotterdam chez Jan Daniel Beman entre 1733 et 1741:30-33. À la fin de sa vie il se lie avec Madame Dupin, dont il est le mentor:151-302, tout en continuant à promouvoir la paix, y compris auprès de Frédéric II de Prusse auprès de qui il se rend en 1740:37-38. Soigné par le célèbre médecin Jean Astruc, il meurt à son domicile des suites d’une apoplexie, .

## LeProjet pour rendre la paix perpétuelle en Europe
L'abbé de Saint-Pierre est surtout célèbre pour son Projet pour rendre la paix perpétuelle en Europe, dont il rédige quatre versions entre 1708 et 1712, la dernière publiée en 1713, sous l'adresse d'Antoine Schouten à Utrecht, Il souligne l’impossibilité d’assurer la paix par une puissance hégémonique (la monarchie universelle) mais surtout par l'équilibre des puissances considéré à son époque comme le meilleur moyen de maintenir la paix. Il montre qu'au contraire cet équilibre mène aux conflits entre nations : « Qui ne voit que dans le système de l'équilibre on ne trouve de sûreté que les armes à la main ? » Exprimant des idées proches de celles du Nouveau Cynée (1623) d'Émeric Crucé et de l'Essai sur la paix présente et future (1693) de William Penn, il adopte une approche juridique et le modèle d’une fédération d’États en s'inspirant de l'"union germanique",:135-139. Il propose donc la constitution d'une Diète d'Europe et de juridictions communes, après signature d'un traité signés par les souverainetés chrétiennes, fixées à dix-huit (envisagées aussi à vingt-quatre). Il évoque ainsi l'instauration d'une « Union européenne ». S'appuyant sur l'autorité du roi Henri IV, auquel il attribue, d'après les Mémoires de Sully, le même projet de paix, il ne cessera de le promouvoir auprès des autorités et de l'opinion française et européenne, cherchant le soutien de personnages influents (Torcy, Philippe d'Orléans, Dubois, Lord Stanhope, Fleury, Frédéric II de Prusse) et s'efforçant de faire traduire son écrit dans différentes langues, sans pouvoir obtenir dans son pays de permission officielle d'imprimer:319-325. L'ouvrage connut un retentissement certain, favorisé par les efforts déployés par l'abbé lui-même pour susciter un débat à l'échelle de l'Europe. Si l'on rendit hommage aux bonnes intentions de l'auteur, le Projet fut néanmoins considéré comme impraticable et utopique. Dans la deuxième moitié du siècle, Jean-Jacques Rousseau et Kant contribuèrent à relancer l'intérêt pour l'idée de paix perpétuelle. Les idées de Saint-Pierre serviront de référence au mouvement pacifiste et à la construction européenne,:325-8 ; 331. Cet intérêt presque exclusif pour le Projet de paix a néanmoins quelque peu contribué à éclipser l'ensemble de sa pensée politique et morale.

## Une science politique au service du bien public
Désireux de devenir le « Descartes de la politique », influencé par l'arithmétique politique anglaise et en particulier par William Petty, Saint-Pierre considère que la monarchie doit être mise au service du bien-être de la population, dont une des conditions est la prospérité. Celle-ci requiert la paix mais aussi toutes les mesures favorisant le commerce, le progrès des arts et des sciences, l'encouragement au travail et la récompense du mérite, une fiscalité stimulant l'activité. Toute mesure politique doit être évaluée en termes de coûts/bénéfices et avantages/inconvénients au regard du plaisir procuré et du malheur évité au plus grand nombre, ce qui implique un grand intérêt pour les « dénombrements », données quantitatives aux origines de la statistique. Saint-Pierre envisage des règlements pour stimuler le commerce intérieur, le commerce colonial, réformer la taille, mettre les pauvres au travail, décourager le luxe au profit d'investissements productifs et imaginer des techniques financières favorisant la circulation de l'argent et des biens. Cette prospérité doit être organisée grâce à une monarchie rénovée s'appuyant sur le modèle de la société savante : l'académie politique élabore une science politique qui inspire des élites gouvernantes recrutées, non par la vente d'offices, mais par scrutin, sur leurs compétences et sur leur mérite. Le roi, à l'autorité sans partage, fait exécuter des décisions rationnelles fondées sur l'avis éclairé d'agents de la monarchie disposant d'une expertise, en tenant compte de l'opinion des sujets,.
L’Église est subordonnée aux impératifs du bien-être de la population : les biens ecclésiastiques doivent être utilisés pour l'éducation des collèges, le secours aux pauvres et aux malades, sous le contrôle de l'État monarchique. Convaincu, contre la morale augustinienne, que le plaisir et l'amour-propre ne sont pas mauvais ou bons en eux-mêmes mais selon la direction qu'on leur donne, Saint-Pierre les considère comme des aiguillons que l'État et la société doivent utiliser en faveur de l'utilité publique et pour promouvoir les objectifs conjoints de la religion, de la morale et de la politique : la justice et la bienfaisance. La conception du droit et de la morale de l'abbé de Saint-Pierre est sous-tendue par la Règle d'or ou éthique de la réciprocité. Dans l'éducation mais aussi dans les institutions culturelles et les arts de divertissement, il faut favoriser l'émulation au service du bien public et de la vertu, user du plaisir d'être distingué pour inciter, par le désir d'une vraie gloire, à se rendre utile à la collectivité. La figure du grand homme, distinct de l'homme illustre, célébré pour les bienfaits qu'il procure aux autres, élaboré à partir d'un perfectionnement des Vies de Plutarque, inspire sa pédagogie et sa conception historiographique. La croyance religieuse elle-même est perçue comme un moyen d'inciter à être juste et bienfaisant par le désir de gagner le Paradis. L'harmonisation des intérêts que l'abbé préconise n'est pas le résultat, comme chez Mandeville, d'un abandon aux « vices privés » mais celui d'un conditionnement à la vertu grâce à l'éducation, à des mesures incitatives et dissuasives applicables dans des domaines divers. L'idéologie des Modernes en faveur du perfectionnement incessant et de la nouveauté s'applique non seulement aux questions politiques mais aussi aux ouvrages de goût et à la langue. L'abbé introduit des néologismes comme bibliomètre ou anthropomètre, désignant respectivement la mesure du mérite pour un livre et pour un homme, envisage, comme plusieurs de ses contemporains, de réformer l'orthographe et de confier à une académie le soin de réécrire les œuvres des grands auteurs pour améliorer leur contenu moral:313-316.

## Réception
Les rédacteurs de périodiques réservèrent aux écrits de l’abbé de Saint-Pierre un accueil dans l’ensemble plutôt bienveillant:330-337. Cependant le Projet de paix valut à son auteur une tenace réputation d’utopiste qui contribua à rejeter comme impraticable l’ensemble de ses projets, réputation consolidée par les sarcasmes de Voltaire. Pourtant certains mémoires de l’abbé étaient devenus une référence dans des domaines spécialisés (la politique routière) ou inspiraient la politique monarchique sur  la mendicité (déclaration de 1724) et sur la fiscalité (réforme de Philibert Orry en 1733). Un style démonstratif rejetant l’éloquence, le systématisme de sa pensée, une tendance au ressassement, une orthographe réformée heurtant les habitudes des lecteurs ne pouvaient que rebuter un public mondain à qui il ne cherchait pas à plaire. Avec l’essor de l’économie politique, de la physiocratie, du probabilisme, des idées jugées novatrices dans les premières décennies du XVIIIe siècle devinrent plus tard des lieux communs ou connurent une reformulation théorique. Enfin la Révolution allait contribuer à faire oublier les tentatives d’aménagement de la monarchie reposant sur un pouvoir indivisible, comme celle de l'abbé de Saint-Pierre et de son ami d'Argenson, plus tard de Condorcet et de Le Mercier de La Rivière.

## Publications
- Carole Dornier (dir.), Les Écrits de l’abbé Castel de Saint-Pierre, Caen, Presses universitaires de Caen, 2018-2025 (DOI https://doi.org/10.51203/sources.puc.000019, lire en ligne).
- « Discours de réception à l'Académie française », dans Recueil de plusieurs pièces d’éloquence et de poésie présentées à l’Académie française, Paris, J.-B. Coignard, 1695 (lire en ligne), p. 230-2.
- Projet pour rendre la paix perpétuelle en Europe, t. 1-2 1717[1716], t. 3, Utrecht, A. Schouten, 1713 (lire en ligne sur Gallica).
- Discours sur la Polysynodie, Amsterdam, Du Villard et Changuion, 1719 (lire en ligne sur Gallica).
- Projet pour perfectionner l’orthographe des langues d'Europe, Paris, Briasson, 1730 (lire en ligne).
- Ouvrages de morale et de politique, Rotterdam ; Paris, J.-D. Beman ; Briasson, 1733-1741 (lire en ligne).
- De la douceur, Paris, Briasson, 1740 (lire en ligne sur Gallica).
- André Robinet (éd.), Correspondance G. W. Leibniz, Paris, Centre de philosophie du droit, 1995 (ISBN 978-2-91149-500-7), chap. I (« Castel de Saint-Pierre »).

### Inventaires des écrits
- « Bibliographie des écrits imprimés de l’abbé de Saint-Pierre », sur unicaen.fr, 1695-1775 (consulté le 8 février 2025)
- « Inventaire des manuscrits », sur Caen-Londres-Neuchâtel-Paris-Rouen-Saint-Lô (consulté le 8 février 2025)
- « Liste chronologique des ouvrages de l’abbé Castel de Saint-Pierre parus de son vivant » (consulté le 8 février 2025).

### Note s
1. ↑  La plaque apposée sous la statue de l'abbé de Saint-Pierre au centre de La grand-place à Saint-Pierre-Église indique qu'il est mort le 29 février 1734[22].
2. ↑  Sur le rôle de l'opinion, voir Thomas E. Kaiser[36].
3. ↑  Le terme de bienfaisance a été diffusé par Saint-Pierre pour remplacer celui de charité, dévoyé selon lui par les discours hypocrites de la persécution religieuse[38].

## Pour approfondir

#### En ligne
- « Ouvrages et articles sur l’abbé de Saint-Pierre » (consulté le 8 février 2025)

#### Ouvrages de référence récents
- Carole Dornier, La Monarchie éclairée de l’abbé de Saint-Pierre : une science politique des Modernes, Liverpool, Liverpool University Press, coll. « Oxford University Studies in the Enlightenment », 2020, 461 p. (ISBN 978-1-78962-222-5, OCLC 1232664775, lire en ligne).
- Jean-Pierre Bois, L’Abbé de Saint-Pierre : entre classicisme et Lumières, Seyssel, Champ Vallon, 2017, 376 p. (ISBN 979-10-267-0511-6, OCLC 1104267130, lire en ligne).
- Les idées de l’abbé Castel de Saint-Pierre (1658-1743). « Toutes les parties de la bienfaisance », Simona Gregori et Patrizia Oppici (dir.), Macerata, EUM, 2014.
- Carole Dornier et Claudine Poulouin (dir.), Les Projets de l'abbé Castel de Saint-Pierre (1658-1743) : pour le plus grand bonheur du plus grand nombre, Caen, Presses universitaires de Caen, 2011, 296 p. (ISBN 978-2-84133-805-4, OCLC 1146545996, lire en ligne).
- (it) Simona Gregori, L’Enfance de la science du gouvernement : filosofia, politica e istitutioni nel pensiero dell’abbé de Saint-Pierre, Macerata, EUM, 2010, 361 p. (ISBN 978-8-86056-239-5, OCLC 1402361778, lire en ligne).